# Dragon Ball Z: Kyōshū! Saiyajin
Dragon Ball Z: Kyōshū! Saiyajin (ドラゴンボールＺ 強襲！ サイヤ人, Doragon Bōru Zetto Kyōshū! Saiyajin) est un RPG développé par TOSE et édité par Bandai sur Nintendo Entertainment System exclusivement au Japon le 27 octobre 1990. Bandai a produit et envoyé 900 000 cartouches NES de Dragon Ball Z: Kyōshū! Saiyajin sur le territoire japonais.

## Système de jeu
Dragon Ball Z: Kyōshū! Saiyajin est un RPG dont l'histoire débute avec la Saga Saiyans et se termine avec le combat avec Vegeta en singe géant. Les déplacements se font sur une carte quadrillée, une case vaut un déplacement et le nombre qui indique le nombre de cases, est affiché via le menu situé au bas de l'écran. Le menu affiche cinq cartes avec les Dragon Balls représentées en haut sur le coin gauche, une étoile permet de se déplacer d'une case jusqu'à 7 cases avec une carte 7 étoiles.
Le jeu utilise un système de cartes pour les combats, les cartes s'obtiennent en gagnant des combats ou en les récupérant en parlant à des personnages. Certaines cartes ne peuvent être utilisées uniquement au combat, et d'autres seulement sur la carte du monde. Les principales statistiques du jeu se composent de « HP » pour les points de vie, de « BP » qui déterminent la force et l'expérience d'un personnage et de « BE » pour l'énergie,.